# Loxocephala perpunctata
Loxocephala perpunctata är en insektsart som beskrevs av Jacobi 1944. Loxocephala perpunctata ingår i släktet Loxocephala och familjen Eurybrachidae. Inga underarter finns listade i Catalogue of Life.